# Saccamoeba admirata
Saccamoeba admirata is een soort in de taxonomische indeling van de Amoebozoa. Deze micro-organismen hebben geen vaste vorm en hebben schijnvoetjes. Met deze schijnvoetjes kunnen ze voortbewegen en zich voeden. Het organisme komt uit het geslacht Saccamoeba en behoort tot de familie Hartmannellidae. Saccamoeba admirata werd in 1987 ontdekt door Goodkov & Buryakov.